# Rolf Kreibich

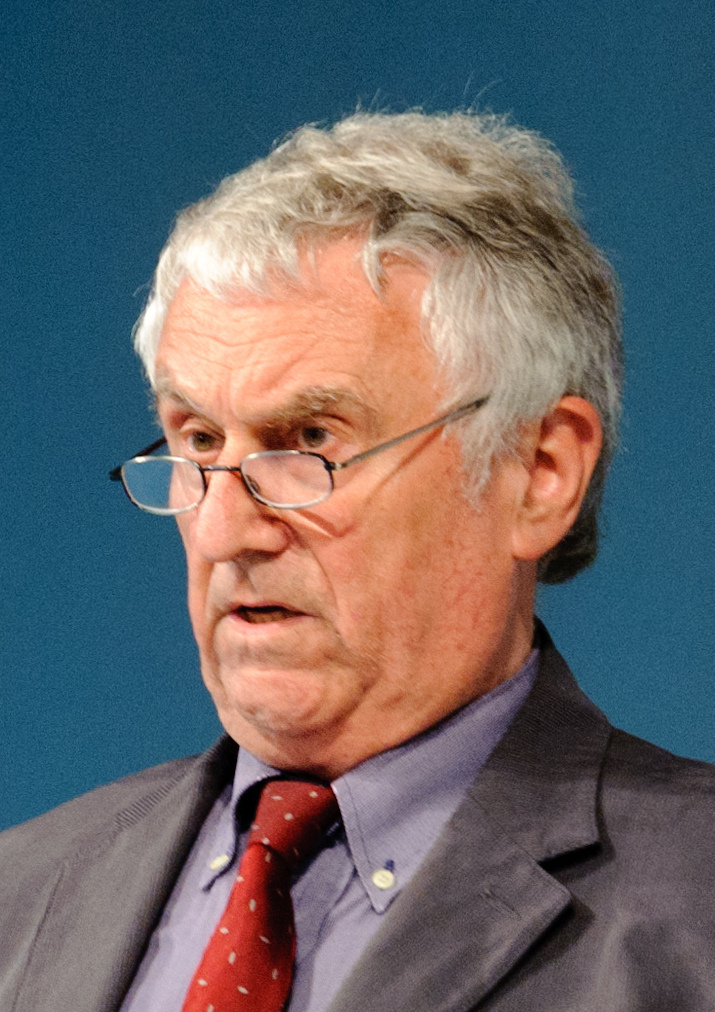
Rolf Kreibich (2011)

Rolf Dieter Kreibich (* 2. Dezember 1938 in Dresden) ist ein deutscher Physiker, Soziologe und Zukunftsforscher. Er war von 1969 bis 1976 Präsident der Freien Universität Berlin. Seit 1990 ist er Direktor des Sekretariats für Zukunftsforschung (SFZ) an der Freien Universität Berlin. Kreibichs Arbeitsschwerpunkte sind die Technikfolgenabschätzung, Technikbewertung sowie Nachhaltigkeits- und Zukunftsforschung.

## Leben
Kreibich studierte Physik und Mathematik an der TU Dresden, der Humboldt-Universität Berlin und der Freien Universität Berlin sowie Soziologie, Wirtschaftswissenschaften und Politische Wissenschaft an der FU Berlin. Er leitete 1968/69 als Vorsitzender des Institutsrates das Institut für Soziologie der FU Berlin. 1968 gründete er zusammen mit Heinz-Hermann Koelle, Robert Jungk, Helmut Klages, Günter Spur u. a. das ZBZ Zentrum Berlin für Zukunftsforschung. Von 1969 bis 1976 wurde er zum ersten Präsidenten der Freien Universität Berlin gewählt. Bis dahin war die FU von Rektoren geleitet worden. Mit ihm stand erstmals ein Wissenschaftlicher Assistent an der Spitze einer deutschen Universität.
Von 1977 bis 1981 war Kreibich Geschäftsführer und Wissenschaftlicher Direktor des Instituts für Zukunftsforschung Berlin. 1981 gründete er zusammen mit einer Reihe namhafter Wissenschaftler und Wirtschaftsvertreter das IZT (Institut für Zukunftsstudien und Technologiebewertung) Berlin, das er bis 2012 als Wissenschaftlicher Direktor und Geschäftsführer leitete.
Rolf Kreibich wurde 1985 mit seiner Dissertation über Die Wissenschaftsgesellschaft: von Galilei zur High-Tech-Revolution an der TU Berlin promoviert.
Gemeinsam mit Christoph Zöpel und Johannes Rau errichtete er auf der Grundlage eines Beschlusses des Landtags von Nordrhein-Westfalen 1990 das SFZ Sekretariat für Zukunftsforschung in Gelsenkirchen/Dortmund. Er leitet seitdem das SFZ als Wissenschaftlicher Direktor und Geschäftsführer. Von 1989 bis 1999 war er Mitglied des Direktoriums der Internationalen Bauausstellung Emscher Park (IBA Emscher Park) des Landes Nordrhein-Westfalen. Im Jahr 2013 überführte er das SFZ an die Freie Universität Berlin.

## Gremientätigkeit
Rolf Kreibich war in einer Reihe von Wissenschaftlichen Gremien und beratenden Kommissionen tätig. So war er Mitglied der Enquete-Kommissionen „Zukunftsfähiges Berlin und Lokale Agenda 21“. Er war Vorstandsvorsitzender und Vorsitzender des Beirats der Vereinigung Deutscher Wissenschaftler VDW sowie Mitglied der Sachverständigenkommission der Bundesregierung „Zukunftspotentiale des Alters – Fünfter Altenbericht“. Er war Mitglied im Board des Bundesumweltministers. Des Weiteren ist er Mitglied im Beirat und Vorsitzender der Jury des Deutschen Lokalen Nachhaltigkeitspreises. Von 1995 bis 2007 war er Vorsitzender des Beirats für Umwelt- und Immissionsschutz und seit 2007 ist er Mitglied des Rates für Nachhaltige Entwicklung des Landes Brandenburg. Rolf Kreibich ist seit 2000 Vorsitzender des Kuratorium der Stiftung für die Rechte zukünftiger Generationen (SRzG) und seit 2007 Member of the World Future Council (WFC/Weltzukunftsrat). Seit Februar 2016 ist er Vorsitzender der gemeinnützigen Organisation „Ein Haus für die Vereinten Nationen e. V.“ in Berlin und seit 2014 Vorstandsmitglied von WHW – World Heritage Watch.

## Ehrungen und Auszeichnungen
Rolf Kreibich war zusammen mit dem IZT Preisträger des Ersten Innovations- und Umweltpreises der Deutschen Stahlindustrie. Er wurde 1994 Preisträger des B.A.U.M.-Umweltpreises. 2013 erhielt er das Bundesverdienstkreuz Erster Klasse des Verdienstordens der Bundesrepublik Deutschland.

## Wissenschaftliche Schwerpunkte
Rolf Kreibich hat über 500 Publikationen zur Bildungs-, Wissenschafts- und Technologiepolitik, zur Umwelt-, Wirtschafts-, Arbeits- und Innovationspolitik sowie zur Zukunftsforschung und Nachhaltigen Entwicklung verfasst.
1986 veröffentlichte er das Standardwerk Die Wissenschaftsgesellschaft: von Galileo zur High-Tech-Revolution. Darin ist dargelegt, dass Wissenschaft und Technologien die wichtigsten Innovations- und Produktivkräfte moderner Industrie- bzw. Wissenschaftsgesellschaften sind. Sie schaffen in erster Linie sowohl die Grundlagen für hochleistungsfähige Volkswirtschaften, sind aber gleichzeitig auch Verursacher der weltweiten ökonomisch-sozialen Disparitäten sowie der Umweltzerstörungen und des gigantischen Ressourcenverbrauchs. Er fordert in seinen Publikationen, dass Wissenschaft und Technologien konsequent im Sinne der Nachhaltigen Entwicklung und zur Verbesserung der Lebensqualität aller Menschen eingesetzt werden.

## Veröffentlichungen (Auswahl)
Als Autor, Mit-Autor und Herausgeber
- 1986: Die Wissenschaftsgesellschaft: Von Galilei zur High-Tech-Revolution. 803 S., Suhrkamp 1986, ISBN 3-518-57760-3.; 2. Aufl., 1993, ISBN 978-3-518-58164-3.
- 1990: Die Zukunft der Telearbeit. Empirische Untersuchung zur Dezentralisierung und Flexibilisierung von Angestelltentätigkeiten mit Hilfe neuer Informations- und Kommunikationstechnologien. 272 S., RKW-Verlag, Eschborn 1990, ISBN 3-926984-18-X.
- 1990: mit Holger Rogall: Ökologisch Produzieren. Weinheim/Basel 1990.
- 1991: mit Henning Balck: Evolutionäre Wege in die Zukunft. Weinheim/Basel 1991.
- 1991: Zukunftsforschung und Politik- Weinheim/Basel 1991.
- 1992: mit Michael Knoll: Solar-City. Sonnenenergie für die lebenswerte Stadt. Weinheim/Basel 1992.
- 1994: mit Michael Knoll: Modelle für den Klimaschutz. Weinheim/Basel 1994.
- 1996: Nachhaltige Entwicklung. Leitbild für die Zukunft von Wirtschaft und Gesellschaft. Weinheim/Basel 1996.
- 1996: Umweltgerechte Produktgestaltung. Berlin/Heidelberg/New York 1996.
- 1997: mit Michael Knoll: "Sustainable City." Zukunftsfähige Städte. Weinheim/Basel 1997.
- 1998: Ökobilanzierung komplexer Elektronikprodukte. Berlin / Heidelberg / New York 1998.
- 1998: Innovationen zur Nachhaltigkeit. Ökologische Aspekte der Informations- und Kommunikationstechniken. Berlin / Heidelberg / New York 1998.
- 2000: mit Karlheinz Steinmüller und Christoph Zöpel: Zukunftsforschung in Europa. Baden-Baden 2000.
- 2000: mit Udo Simonis: Global Change. Globaler Wandel. 2000.
- 2000: Von der Utopie zur realen Vision. Nachhaltige Entwicklung in der Zeit... Rede auf der Tagung „Die Forderung nach der konkreten Utopie“ in Singen am 1. Juni 2000.
- 2002: Visiotopia. Bürger entwerfen die Zukunft der Gesellschaft. Mit Sven Sohr, 105 S., Nomos, Baden-Baden 2002, ISBN 3-7890-8218-X.
- 2004: mit Britta Oertel: Erfolg mit Dienstleistungen. Stuttgart 2004.
- 2007: mit SieLiong Thio: Umsetzung der Millennium-Entwicklungsziele der Vereinten Nationen. IZT-WB 85, Berlin 2007.
- 2009: mit SieLiong Thio: Zukunft der Kinder. Konzepte, Projekte und Initiativen für, mit und von Kindern. IZT-WB Nr. 105, Berlin 2009.
- 2011: Zukunftsforschung für die Orientierung in Gesellschaft, Wirtschaft, Wissenschaft und Bildung. IZT-WB Nr. 116, Berlin 2011.
- 2014: Von der Nachhaltigkeitsstrategie zur Umsetzung der Nachhaltigkeitsprozesse in Brandenburg. Potsdam 2014.
- 2015: Zukunft gewinnen. Die sanfte (R)evolution für das 21. Jahrhundert. Inspiriert vom Visionär Robert Jungk. Altop-Verlag München 2015, ISBN 3-925646-65-5.